# Oliveira (Mesão Frio)
Oliveira é uma povoação portuguesa sede da Freguesia de Oliveira do Município de Mesão Frio, freguesia com 3,4 km² de área e 349 habitantes (censo de 2021), tendo, por isso, uma densidade populacional de 102,6 hab./km².

## Demografia
A população registada nos censos foi:
| Distribuição da População por Grupos Etários | Distribuição da População por Grupos Etários | Distribuição da População por Grupos Etários | Distribuição da População por Grupos Etários | Distribuição da População por Grupos Etários |
| -------------------------------------------- | -------------------------------------------- | -------------------------------------------- | -------------------------------------------- | -------------------------------------------- |
| Ano                                          | 0-14 Anos                                    | 15-24 Anos                                   | 25-64 Anos                                   | > 65 Anos                                    |
| 2001                                         | 84                                           | 70                                           | 226                                          | 76                                           |
| 2011                                         | 48                                           | 53                                           | 208                                          | 82                                           |
| 2021                                         | 40                                           | 33                                           | 186                                          | 90                                           |

## Património
- Igreja de Oliveira;
- Casa e Quinta de Santana ou de Sant'Ana.